# Дудки (Киевская область)
Дудки (укр. Дудки) — село, входит в Вышгородский район Киевской области Украины.
Население по переписи 2001 года составляло 30 человек. Почтовый индекс — 07314. Телефонный код — 4596. Занимает площадь 0,8 км². Код КОАТУУ — 3221880402.

## Местный совет
07314, Київська обл., Вишгородський р-н, с.Абрамівка, вул.Леніна,2